# Pandemia de COVID-19 em Seicheles
Este artigo documenta os impactos da pandemia de coronavírus de 2020 em Seicheles e pode não incluir todas as principais respostas e medidas contemporâneas.

## Linha do tempo
Em 14 de março, o país confirmou os dois primeiros casos de COVID-19, tratando-se de pessoas que estiveram em contato com o primeiro infectado advindo da Itália. Em 15 de março, um terceiro caso foi confirmado. Em 16 de março, mais um caso foi confirmado, tratando-se de um indivíduo originário dos Países Baixos.

## Reações
Como medida profilática, o país anunciou, em 9 de março, a suspensão do cruzeiro Norwegian Spirit. No mesmo dia, viagens internacionais para a Cina, Coreia do Sul, Itália e Irã foram bloqueadas; houve exceção para viagem de residentes.